# Sorex arizonae
Sorex arizonae es una especie de musaraña de la familia soricidae.

## Distribución geográfica
Se encuentra en Chihuahua en México y Arizona y Nuevo México en los Estados Unidos.